# Dong-gu, Daejeon
Dong-gu (koreanska: 동구) är ett av de fem stadsdistrikten i staden, tillika provinsen, Daejeon i  den centrala delen av Sydkorea, 140 km söder om huvudstaden Seoul. Distriktet hade vid slutet av 2020 cirka 227 000 invånare.
Dong-gu indelas administrativt i 16 stadsdelar (dong):

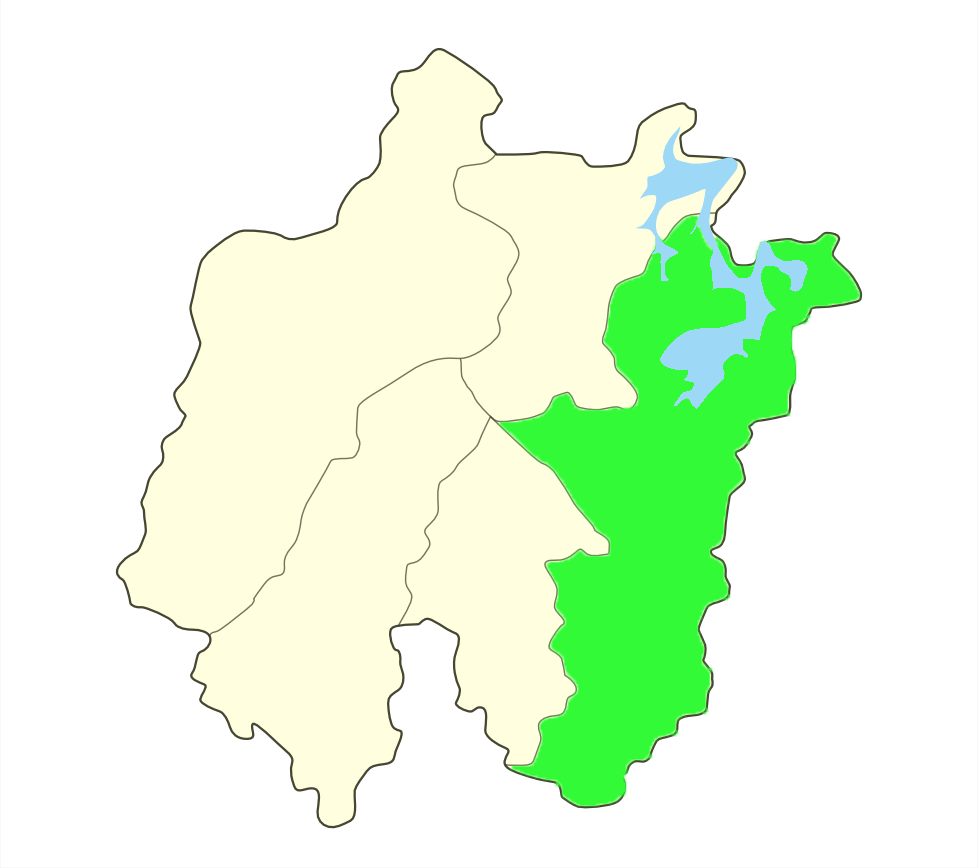
Dong-gus läge i Daejeon

Dae-dong,
Daecheong-dong,
Gayang 1-dong,
Gayang 2-dong,
Hongdo-dong,
Hyo-dong,
Jayang-dong,
Jungang-dong,
Panam 1-dong,
Panam 2-dong,
Samseong-dong,
Sannae-dong,
Seongnam-dong,
Sinin-dong,
Yongjeon-dong och
Yongun-dong.